# Прометей постмодернізму (Цілком таємно)
Прометей постмодернізму (The Post-Modern Prometheus) — 5-й епізод п'ятого сезону серіалу «Цілком таємно». Епізод не відноситься до «міфології серіалу» — це «монстр тижня». Прем'єра в мережі «Фокс» відбулася 30 листопада 1997 року.
Цей епізод — єдиний, знятий в чорно-білому кольорі.
Серія за шкалою Нільсена отримала отримала рейтинг домогосподарств Нільсена, рівний 11,5, який означає, що в день виходу серію подивилися 18,68 мільйона чоловік.

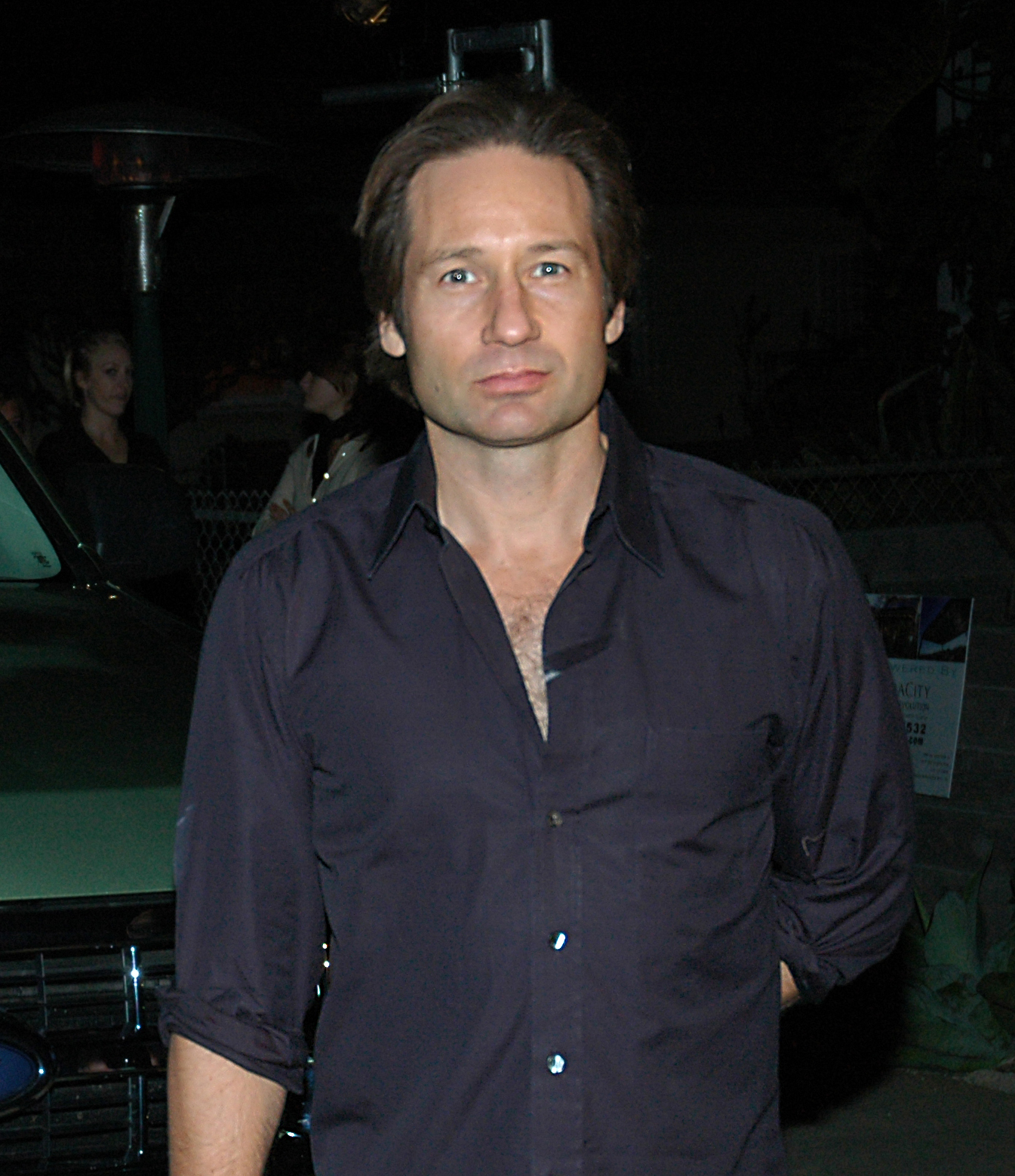

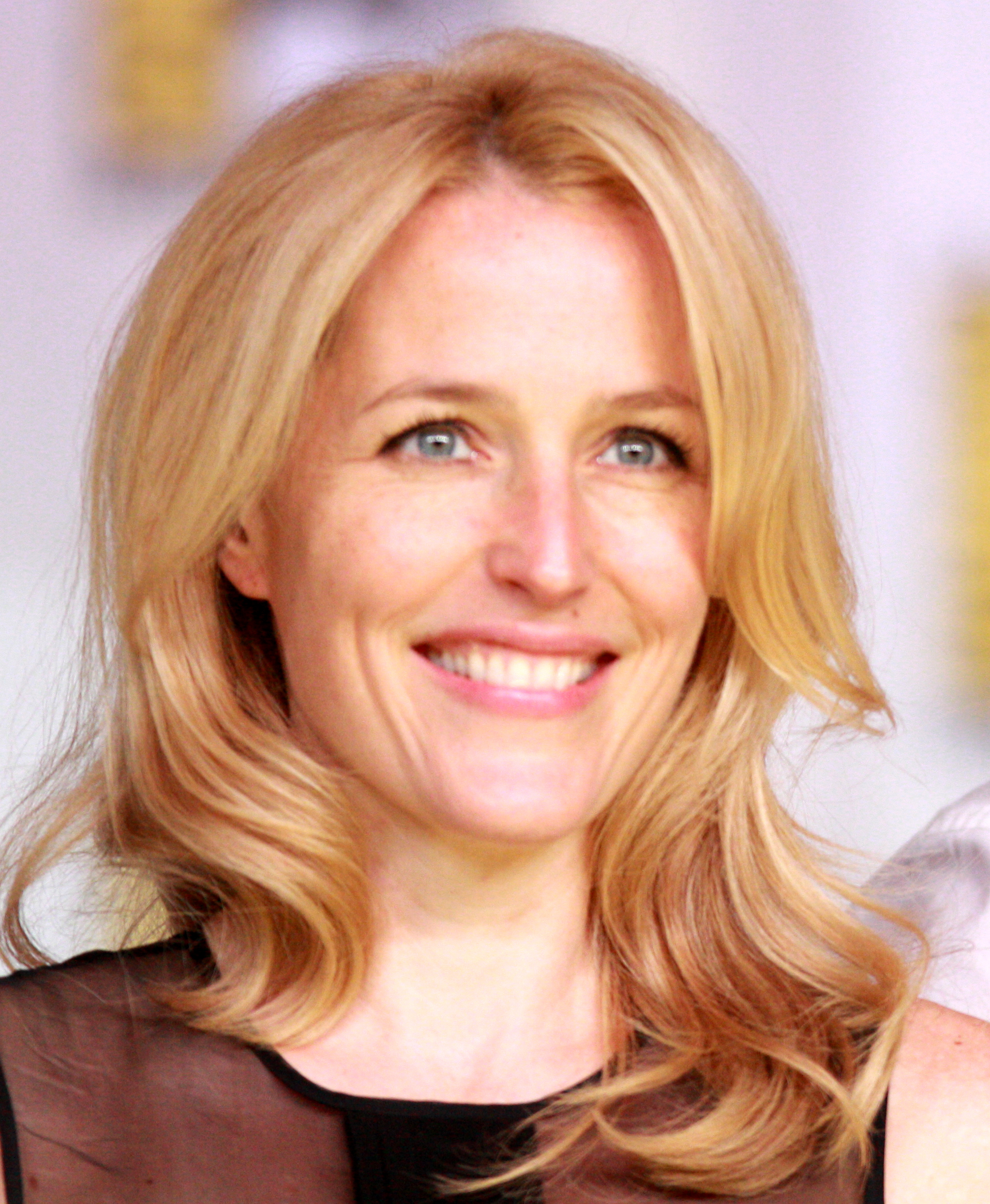

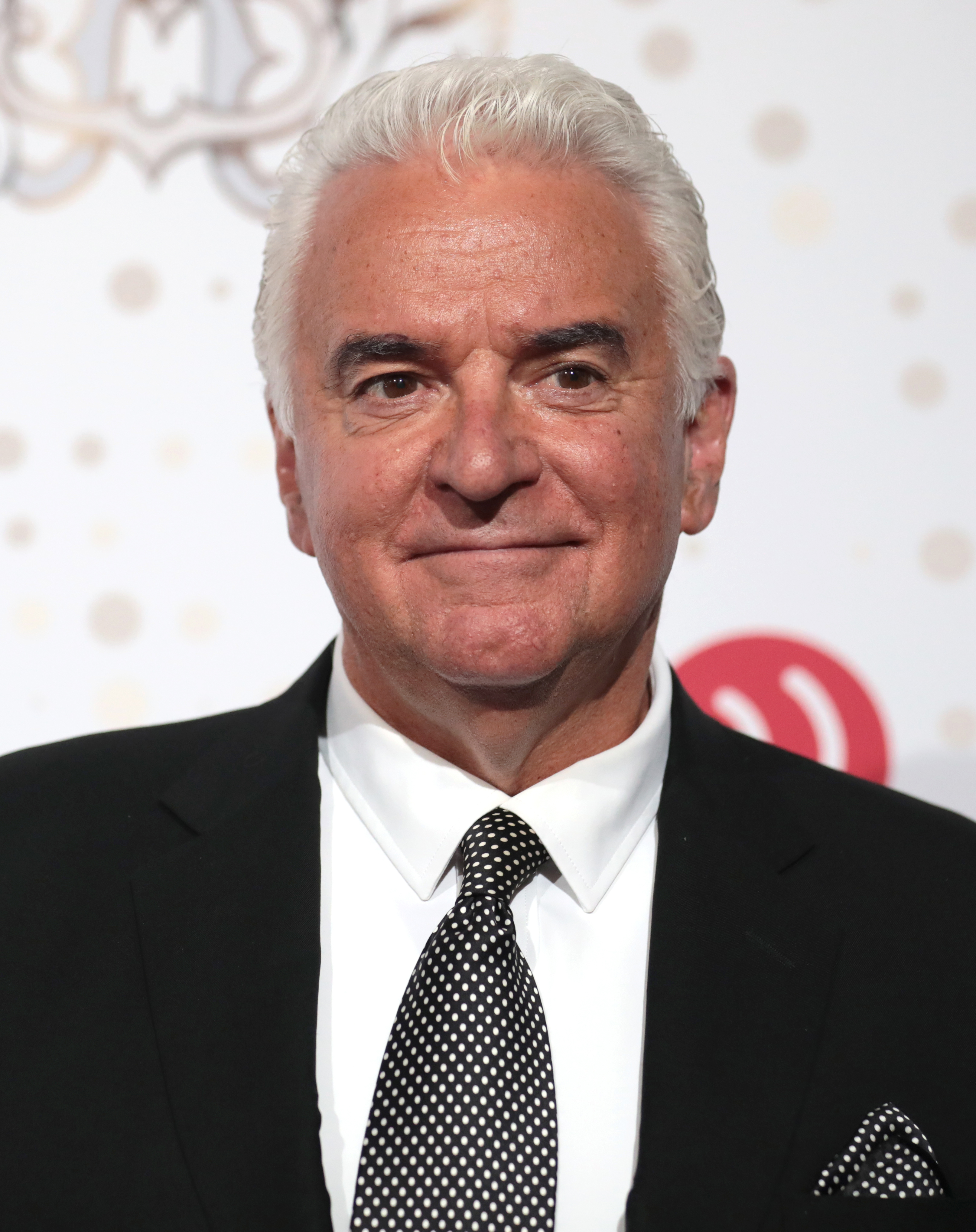

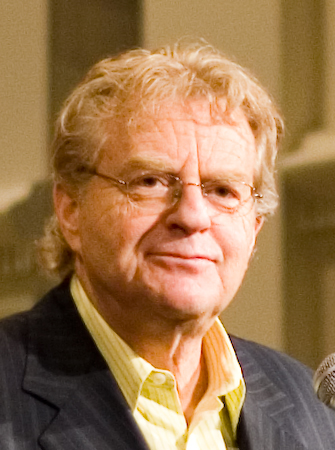

Малдер і Скаллі розслідують напад якогось монстра на жінку, що призвело до її вагітності. Завдяки широкій популярності Малдера як дослідника паранормальних явищ, агенти зіштовхуються з багатьма труднощами при розслідуванні. Зрештою, вони знаходять монстра, який виявляється куди кращим створінням, ніж деякі жителі його містечка.
Епізод був номінований на сім нагород «Еммі» 1998 року і виграв одну.

## Зміст
Істина поза межами досяжного
Серія починається під виглядом коміксу. Матір-одиначка проводжає сина Іззі на нічні гулянки і сідає переглядати телешоу. Хтось на кухні розігріває й розпилює по кімнатах якийсь газ. Спеціальний агент ФБР Фокс Малдер отримує лист від Шейни Берковіц, матері-одиначки, яка стверджує, що 18 років тому вона була таємничо запліднена невідомою сутністю, (під спів Шер) що призвело до народження сина, Іззі. Тепер після аналогічного незрозумілого випадку вона знову вагітна (хоча їй 2 роки тому робили перев'язку маткових труб). Вона чула про досвід Малдера в паранормальному від «Шоу Джеррі Спрінгера» і хоче, щоб він дослідив випадок. Малдер та Скаллі подорожують в сільський Альбіон (штат Індіана). Вони зустрічаються з Шейною та її сином Іззі і дізнаються, що опис істоти, яка напала на неї, з грудкастою головою та двома ротами, дуже схожа на персонажа коміксу, придуманого Іззі. Його жахливе творіння, яке називається Великим Мутанто, надихає таємниче створіння, яке бачили багато місцевих жителів. Іззі та його друзі супроводжують агентів у лісовій місцевості, де здалеку вони бачать Мутанто.
Вони зустрічають старого чоловіка, який сердито каже їм, що монстрів немає, і відправляє їх побачити свого сина, генетика на ім'я Френсіс Поллідорі. Доктор Поллідорі показує їм свої експерименти, він вивчає нох-гени, використовуючи плодову муху дрозофілу. Ця презентація включає зображення мутованої мухи, ноги якої виростають з її рота. Він каже агентам, що такий же експеримент теоретично можна було б проводити і на людях. Після цього Малдер каже Скаллі, що він вважає — доктор Поллідорі, виступаючи як сучасний Віктор Франкенштайн, створив Велике Мутанто. 
Пізніше дружина доктора Поллідорі Елізабет збита без свідомості і атакована так само, як і Шейн. На місці злочину Малдер і Скаллі знаходять хімічний залишок сільськогосподарського реагента, який використовується для знеболення тварин, що призводить їх до підозри на батька доктора Поллідорі, який є фермером. Доктор Поллідорі заходить до дому батька, свариться з ним і вбиває його. Пізніше Мутанто, який живе з старшим Поллідорі, знаходить мертве тіло і зі сльозами ховає його в сараї.
Малдер і Скаллі вирушають шукати старшого Поллідорі і знаходять неглибоку могилу та фотографії загиблого з Мутанто. Тим часом доктор Поллідорі веде гнівний натовп городян до будинку свого батька, вимагаючи, щоб Малдер і Скаллі віддали їм імовірного вбивцю. Агенти знаходять Мутанто, який ховається у підвалі, коли натовп збирається зверху. Хтось випадково запалює комору і, внаслідок цього виникає плутанина, натовп усвідомлює, що агенти захищають монстра в підвалі. Мутанто розмовляє з натовпом і пояснює, що він був створений за 25 років до цього і є результатом генетичного експерименту доктора Поллідорі. Без відома свого сина Поллідорі-старший врятував Мутанто і піклувався про нього, але не зміг забезпечити його товаришем чи супутницею. Старий намагався наслідувати дослідам свого сина-вченого, щоб створити гібриди від своїх сільськогосподарських тварин. Мутанто просить доктора Поллідорі створити для нього жінку-компаньйона, але вчений каже, що не може — що Мутанто був помилкою. Городяни розуміють, що Великий Мутанто все-таки не чудовисько, і доктор Поллідорі заарештований за вбивство свого батька. Малдер відчуває, що несправедливо Мутанто не брати в товариство, і тому він вимагає побачити письменника: Іззі. Не так розуміючи закінчення сцени, Малдер і Скаллі беруть справи у свої руки і везуть Мутанто разом з городянами на концерт Шер. Епізод закінчується знімком танцюючих Малдера та Скаллі, що повільно перетворюється знову в комікс, побачений на початку епізоду.

## Створення
Кріс Картер, оповідаючи про п'ятий сезон «Цілком таємно», зазначив, що колективу бажалося «присмачити сезон вигадливими епізодами.» Картер хотів написати епізод, натхненний Франкенштейном, але йому було важко узгодити неймовірну історію Мері Шеллі зі стилем серіалу. Щоб досягти такого бачення, він написав сценарій, який розмив реальний світ реальністю «Цілком таємно» та мав чіткий елемент фантазії. Для того, щоб зробити цей епізод «рухомішим» чимбільш, Картер намагався повторити елементи Джеймса Вейла «з фільму 1931 року про Франкенштейна». Пізніше він зазначив, що «використовуючи сучасну науку, я взяв старий чорно-білий стиль, і старий підхід, який є своєрідним стилем Джеймса Кіта до наукової фантастики, й придумав розповідь про закохане чудовисько».
Генетично-інженерний аспект був розроблений за допомогою наукової радниці серії Енн Саймон. Картер відвідав свого знайомого Саймона, вченого з університету Індіани в Блумінгтоні, який зміг за допомогою генетичних маніпуляцій виростити мух, у яких стирчали ноги з очей.
Музика Шер відіграє велику роль у серії. Кріс Картер писав епізод, провівши літо за прослуховуванням її записів та розробляючи націленість на співачку. Зірка сіткому Розанна Барр висловила зацікавленість знятися як запрощений виконавець в «Цілком таємно», і Картер написав роль Шейн Берковіц для неї. Однак Барр була надто зайнята в часі зйомок серії — і її роль виконала Патті Тірс, коли Шер передала пропоновану камео (про це рішення згодом вона пошкодувала). Шер дозволила використовувати три її треки в епізоді. Ведучий ток-шоу «Tabloid» Джеррі Спрінгер грав роль себе.
Актор з серіалу «Сайнфелд» Джон О'Херлі проходив прослуховування на кілька ролей, але Картер раніше не вважав його «актором Цілком таємно». Доктора Поллідорі Картер вважав «ідеальним вибором для кастингу». Стюарт Гейл, який зображав Іззі Берковіца, був не актором — його Картер бачив «буквально на вулиці одного дня», сидячи в автівці. Картер переконав батька Гейла — який спочатку підозріло ставився до ідей режисера — дозволити Гейлу поїхати у Ванкувер, щоб знятися у епізоді. Друзів Іззі також грали недосвідчені актори — один знявся в п'ятому сезоні, інший працював в кав'ярні у Ванкувері, яку відвідував Картер.
Кріс Оуенс грав Великого Мутанто, і багато його не впізнавали у такому гримі. Після того, як Оуенс прислухався до вказівок Картера і намагався на прослуховуванні грати гідного персонажа, Картер попросив спробувати його зіграти ще раз «з меншим рівнем аутизму».
Рішення зняти епізод у чорно-білому кольорі — в пошану до Джеймса Кіта — принесло більше проблем, ніж очікував Картер. Директору фотолабораторії Джоелу Рансому довелося попрацювати довше, ніж зазвичай, освітлюючи набір через використання відтінків сірого. Бурхливе небо в епізоді, додане для наслідування атмосфери старих фільмів про Франкенштейна, було візуальним ефектом. Картер також використовував ширококутний об'єктив камери протягом усього епізоду, що змусило акторів діяти безпосередньо на камеру, а не між собою. За словами Картера, це також дозволило йому надати сценам в епізоді більш сюрреалістичну постановку, ніж це було зазвичай.
Грим для персонажа «Великого Мутанто» був розроблений та створений керівником відділу спецефектів Тоні Ліндала. Маска Мутанто пройшла через декілька ітерацій дизайну. Побудований з латексу він містив суглобовий другий рот, коштував 40 000 доларів. Крім маски, Кріс Оуенс носив контактні лінзи та протези. Пізніше Оуенс згадував, що «грим займав сім годин, а потім я сидів ще три-чотири. А тепер я збирався сидіти в темряві, і я міг бачити лише одним оком. Вони поставили велику контактну лінзу в око». Початкові версії костюма були визнані «занадто людськими на вигляд», і тому було обрано новий дизайн.
Ліндала також створив костюми «Baby Mutato» для немовлят-близнюків, знятих на сцені «Шоу Джеррі Спрінгера», але у виробничого колективу виникли труднощі з утриманням костюмів для дітей. Пізніше Ліндала назвав техніку зйомок «рятуючою грацією» епізоду. Крім того, він пізніше подав грим для епізоду в Академію телевізійного мистецтва на Премію Еммі.
Музику до епізоду написав Марк Сноу, і, за його словами, це був його кращий епізод в п'ятому сезоні. Він описав головну тему як «дуже темний, скупий, підступний вид бридкого вальсу». Основна тема також натхненна піснею Джона Морріса з фільму «Людина-слон». Три пісні лунають у виконанні Шер: «Сонце більше не світить», «Цигани, бродяги та злодії» та «Ходіння по Мемфісу». Остання звучить в кінці епізоду, коли агенти ведуть Великого Мутанто на концерт Шер. В епізоді персонаж дивиться фільм Шер «Маска» і отримує затишок від душевних відносин між персонажем і її сином, у якого генетичне порушення кісток. Наприкінці епізоду Малдер та Скаллі відводять Великого Мутанто зі свого маленького містечка на концерт Шер, де вона вибирає його з натовпу танцювати.
Епізод містить кілька культурних посилань. Сама назва — це посилання як на підзаголовок оригінального роману Шеллі «Сучасний Прометей», так і на постмодерністський напрям думки. Крім того, лікар, що нагадує Франкенштейна, має таке ж ім'я — хоч і з дещо іншим написанням — сучасника Шеллі, Джона Вільяма Полідорі, який був присутнім у сюжеті її роману. Кілька рядків в епізоді походять безпосередньо із фільму 1931 року про Франкенштейна з Джеймсом Кітом.
«Прометей постмодернізму» — найбільш очевидна згадка про Франкенштейна, зроблена в серіалі, хоча сліди історії видніють в інших епізодах першого сезону — «Молоді серцем» та шостого сезону — «Початок». Окрім того, «міфологія серіалу» обертається навколо тіньових лідерів «Синдикату», які рятують чужі космічні апарати для технологічного використання та створюють гібриди, чужі для людини. Ерік Бумпус і Тім Моранвіл у своїй книзі «Припини вогонь, війна закінчилася!» припустили, що епізод — і, начебто, сезон в цілому — це відмова від «натуралізму сучасності» і прийняття «містичної надприродності постмодернізму».
Закінчення серії не було фактичним завершенням епізоду, а радще вигадливим та витонченим щасливим завершенням історії Іззі Берковіца, письменника коміксу, після розмови з Малдером. Меган Дінс із «Tor Books» приходить до висновку, що весь епізод не створений «з огляду канонічної перспективи серіалу через підлаштування до стилю книги коміксів, різних мета-посилань та „щасливого кінця“».

## Сприйняття
Епізод вперше вийшов в ефір у США 30 листопада 1997 року в мережі «Фокс», у Великій Британії — 29 березня 1998-го на «Sky One».. «Прометей постмодернізму» отримав рейтинг Нільсена 11,5, з часткою 16 — його переглянули 18,68 млн глядачів. Епізод був одинадцятою найбільш переглянутою телевізійною програмою за тиждень.
«Прометей постмодернізму» отримав загалом позитивні відгуки критиків. Майк Даффі, кореспондент «Knight Ridder», в основному позитивно оцінив епізод, зазначивши: «коли більшість шоу дихає рекламним димом про „особливий епізод“, найкраще перевірити голлівудський хайпометр на жалюгідне, надмірне гудіння [але яке] звучить як хитрощі» — дуже особливий чорно-білий епізод", заснований на класиці з фільмами жахів про Франкенштейна, насправді виявляється гарною їздою на поїзді оповіді творця «Цілком таємно» Кріса Картера". Епізод поєднує в собі щедрий об'єм гумору зі своїм жахом". В огляді п'ятого сезону Майкл Саутер з «Entertainment Weekly» сказав, що «Прометей постмодернізму» був «найяскравішим з автономних епізодів сезону». Емілі Вандерверф нагородила епізод оцінкою «А», і, незважаючи на глузливість історії та те, що більшість персонажів функціонує як стереотипи, написала, що «Прометей просто працює». У огляді 2000 року п'ятого сезону для «New Straits Times» Френсіс Дасс назвав серію «веселим епізодом».
Маргарет Ліонс з «New York Magazine» назвала цей епізод «одним із великих телевізійних епізодів усіх часів». Нік Де Семлієн та Джеймс Уайт із «Empire» назвали його п'ятим «найбільшим» епізодом серії та що «[Кріс Картер] грає зі стилем та формою, перетворивши весь епізод у серію шани й любові до фільмів-монстрів взагалі та Джеймса Кіта у „Франкенштейні“ зокрема». У марафоні 1999 року Дня подяки телеканалу FX, що містив вибрані фанатами епізоди, «Прометей постмодернізму» був представлений як «Найкращий самостійний епізод»..
Роберт Шірман та Ларс Пірсон у своїй книзі «Хочемо вірити: Критичний посібник із Цілком таємно, Мілленіуму та Самотніх стрільців» оцінили епізод 2 зірками із п'яти та критикували різні елементи напрямку епізоду. Вони схвалили ідею «міста, яке відчуває себе як аудиторія „Цілком таємно“», але посміювалися з налаштування коміксів епізоду і писали, що «ця п'єса про постмодернізм просто не має сенсу [у такому форматі, тому що] комікс має дію, спосіб стрибати з кадру на кадр…» Пола Вітаріс з «Cinefantastique» надала епізоду помірно негативний відгук і присудила йому 1.5 зірки з чотирьох. Вона пише, що епізод «падає пологіше, ніж глевкі млинці, які використовувались для знеболення жертв цього епізоду „завдяки“ колекції ситуацій та спостережень, які мають мало відношення один до одного»". Також вона розкритикувала сцену, в якій різних персонажів порівнюють із тваринами, та назвала епілог «помилковим закінченням».

## Знімалися
| Актор             | Роль                     |
| ----------------- | ------------------------ |
| Девід Духовни     | Фокс Малдер              |
| Джилліан Андерсон | Дейна Скаллі             |
| Трейсі Белл       | Шер                      |
| Кері Ернст Нарт   | величезна людина         |
| Ллойд Беррі       | старший Поллідорі        |
| Віталій Кравченко | Джей Джей                |
| Джон О'Херлі      | доктор Френсіс Поллідорі |
| Кріс Оуенс        | Великий Мутато           |
| Ксанта Радлі      | офіціантка               |
| Міріам Сміт       | Елізабет Поллідорі       |
| Джеррі Спрінгер   | в ролі себе              |
| Патті Тірс        | Шейн Берковіц            |